# Valburga Chvílová-Oravcová
Valburga Chvílová-Oravcová (30. prosince 1929 – ???) byla slovenská a československá politička Komunistické strany Československa a poúnorová poslankyně Národního shromáždění ČSR.

## Biografie
Ve volbách roku 1954 byla zvolena do Národního shromáždění ve volebním obvodu Skalica. Zvolena byla jako bezpartijní poslankyně, později v průběhu výkonu mandátu uváděna jako členka KSS. V parlamentu setrvala až do konce funkčního období, tedy do voleb roku 1960. K roku 1954 se profesně uvádí jako mistrová v Závodě 29. augusta v Holíči.